# Annie Dillard
Annie Dillard (Pittsburgh, 30 aprile 1945) è una scrittrice e saggista statunitense, vincitrice del premio Pulitzer per la saggistica (1975) con il libro Pilgrim at Tinker Creek.

## Biografia
Annie Dillard è nata a Pittsburgh, in Pennsylvania, il 30 aprile 1945. Scrittrice molto prolifica e versatile, nella sua lunga carriera ha scritto saggi di critica letteraria (Living By Fiction), raccolte poetiche (Tickets for a Prayer Wheel e Mornings Like This: Found Poems), romanzi (come Il lungo fiume della vita, saga sulla colonizzazione del Nord-Ovest) e opere a carattere autobiografico (An American Childhood e The Writing Life). Insegnante alla Wesleyan University a Middletown, nello Stato del Connecticut, vive tra Hillsborough, Carolina del Nord e la Contea di Wythe in Virginia.

## Opere principali
- 1974 Tickets for a Prayer Wheel
- 1974 Pilgrim at Tinker Creek
- 1977 Holy The Firm
- 1982 Living By Fiction
- 1982 Teaching a Stone To Talk
- 1984 Encounters with Chinese Writers
- 1987 An American Childhood
- 1989 Una vita a scrivere (The Writing Life), Milano, Bompiani, 2021 traduzione di Guia Cortassa ISBN 9788845299940
- 1992 Il lungo fiume della vita (The Living), Milano, Frassinelli, 1994 traduzione di Elena Bona ISBN 88-7684-272-1.
- 1995 Mornings Like This: Found Poems
- 1999 For the Time Being
- 2007 The Maytrees
- 2016 Ogni giorno è un Dio (The Abundance: Narrative Essays Old & New)[2], Milano, Bompiani, 2018 traduzione di Andrea Asioli ISBN 978-88-452-9802-8.